# 香港木球會

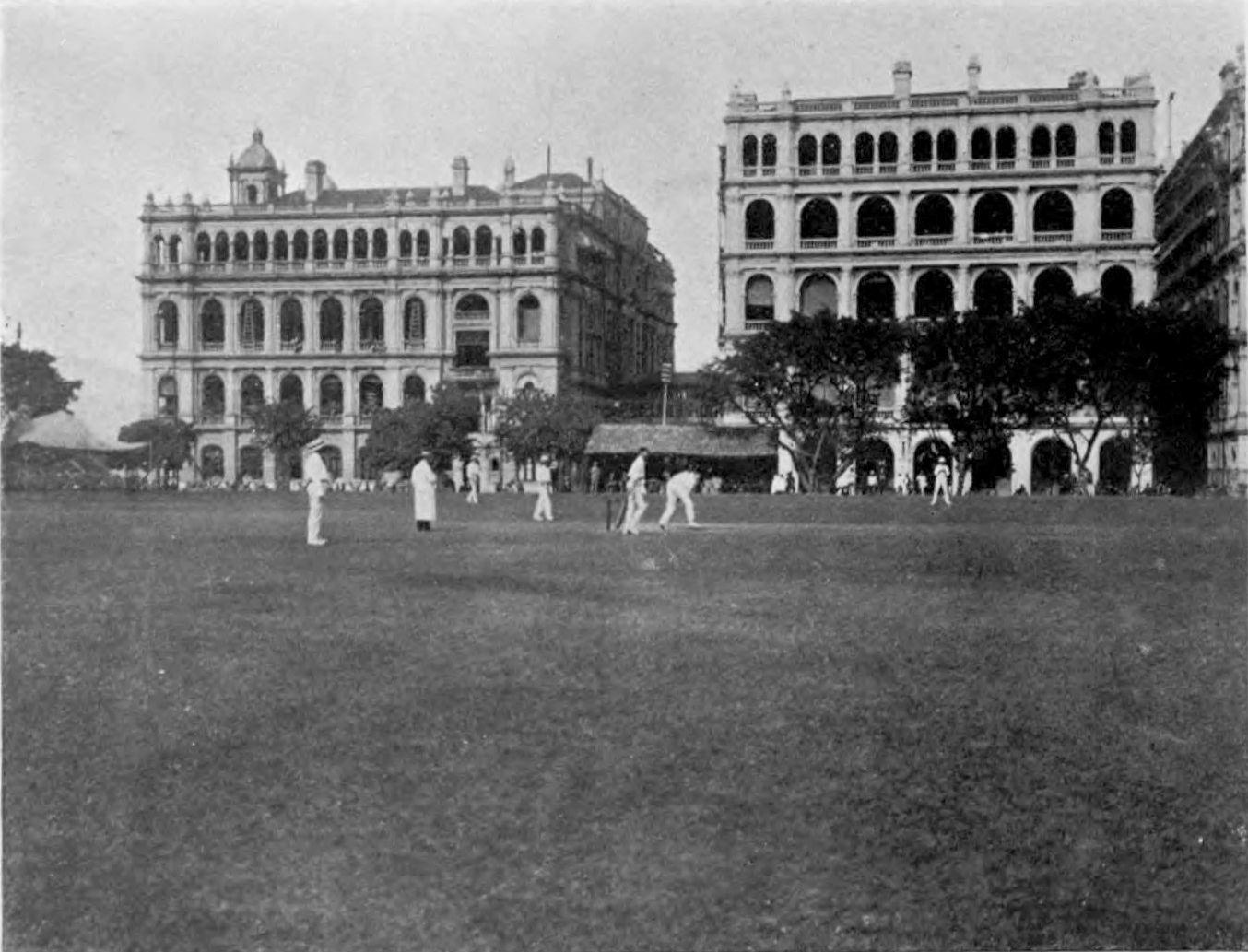
20世紀初中環香港木球會，地皮現為遮打花園

香港木球會（英語：The Hong Kong Cricket Club），是香港一個私人會所，成立於1851年，木球會舊址原為英軍美利操場的一部分，1851年改作公共康樂設施，並成立香港木球會，建有會所及球場。1975年木球會遷往黃泥涌峽後，舊址闢作遮打花園。（紀念牌匾設於昃臣道入口）
遮打花園內有一座海旁填海基石，於1890年4月2日由當時訪港的干諾爵士設置，以紀念當時中區海旁填海工程的動工儀式。基石原位於木球會會所的看台附近，其後於1975年移走，並於1983年遷往遮打花園現址，與其原來位置十分接近。
现總部位於銅鑼灣掃桿埔大球場徑一號，會長是Sean Robson。會所在黃泥涌峽道137號。現有超過2,300名會員。

## 積極參與賽馬運動
1977年，香港木球會賽馬團體正式成立，並開始在香港賽馬會擁有名下馬匹，包括「遮打道」、「阿根」、「少將」、「福將」、「猛將」、「勝將」、「金將」、「翡翠金將」、「金將令」、「金將爵士」、「駿冠」、「皇家將令」、「金獅威將」、「金獅福將」、「金獅快將」、「金獅叻將」、「金獅雷將」、「金獅勁將」、「金獅大將」、「金獅勝將」等等。

## 資料來源
1. ↑  . 香港木球會.   [2017-10-29]. （原始内容存档于2017-10-11）. （页面存档备份，存于）

## 外部連結
- 官方網站 （页面存档备份，存于）